# Stictonanus lafonia
Espèce
Stictonanus lafonia est une espèce d'araignées aranéomorphes de la famille des Linyphiidae.

## Distribution
Cette espèce est endémique des îles Malouines. Elle se rencontre sur la Malouine orientale.

## Description
Le mâle holotype mesure 1,97 mm et la femelle paratype 2,01 mm.

## Systématique et taxinomie
Cette espèce a été décrite par Lavery et Snazell en 2023.

## Étymologie
Son nom d'espèce lui a été donné en référence au lieu de sa découverte, la Lafonia.

## Publication originale
- Lavery & Snazell, 2023 : « The spiders of the Falkland Islands 2: non-erigonine Linyphiidae. » Arachnology, vol. 19, no 4, p. 681-698.